# NON (バンド)
NON（ノン）は、広島で結成されたインディーロックバンド。2009年活動を休止。

## メンバー
温泉（おんせん）
ボーカル、ギター担当。
国元 勇佑（くにもと ゆうすけ）
ギター担当。2009年活動を休止。
新田 真一郎（にった しんいちろう）
ギター担当。2009年より加入。
久和 大祐（くわ だいすけ）
ベース担当。
下園 朋子（しもぞの ともこ）
ドラム担当。リーダー。

## EP
Wonder World
1. 木々、揺れる。 -live ver.-
2. psyren -live ver.-
3. Dis is -live ver.-
4. 晴れたら。 -live ver.-
5. 或る日常の風景 -歌と六弦-